# Lista odcinków Top Gear
Lista odcinków Top Gear – brytyjskiego magazynu motoryzacyjnego telewizji BBC.

## Sezony
| Sezon | Sezon | Liczba odcinków | Daty premier                           |
| ----- | ----- | --------------- | -------------------------------------- |
|       | 1     | 10              | 20 października 2002 – 29 grudnia 2002 |
|       | 2     | 10              | 11 maja 2003 – 20 lipca 2003           |
|       | 3     | 9               | 26 października 2003 – 28 grudnia 2003 |
|       | 4     | 10              | 9 maja 2004 – 1 sierpnia 2004          |
|       | 5     | 9               | 24 października 2004 – 26 grudnia 2004 |
|       | 6     | 11              | 22 maja 2005 – 7 sierpnia 2005         |
|       | 7     | 7               | 13 listopada 2005 – 31 grudnia 2005    |
|       | 8     | 8               | 7 maja 2006 – 30 lipca 2006            |
|       | 9     | 7               | 28 stycznia 2007 – 4 marca 2007        |
|       | 10    | 10              | 7 października 2007 – 23 grudnia 2007  |
|       | 11    | 6               | 22 czerwca 2008 – 27 lipca 2008        |
|       | 12    | 8               | 2 listopada 2008 – 28 grudnia 2008     |
|       | 13    | 7               | 21 czerwca 2009 – 2 sierpnia 2009      |
|       | 14    | 7               | 15 listopada 2009 – 3 stycznia 2010    |
|       | 15    | 6               | 27 czerwca 2010 – 1 sierpnia 2010      |
|       | 16    | 6               | 23 stycznia 2011 – 27 lutego 2011      |
|       | 17    | 6               | 26 czerwca 2011 – 31 lipca 2011        |
|       | 18    | 7               | 29 stycznia 2012 – 11 marca 2012       |
|       | 19    | 7               | 27 stycznia 2013 – 10 marca 2013       |
|       | 20    | 6               | 30 czerwca 2013 – 4 sierpnia 2013      |
|       | 21    | 7               | 2 lutego 2014 – 16 marca 2014          |
|       | 22    | 8               | 25 stycznia 2015 – 28 czerwca 2015     |
|       | 23    | 6               | 29 maja 2016 – 3 lipca 2016            |

### Sezon 1
| 1  | (1)  | Citroën Berlingo • Ford GT40 • Pagani Zonda • Lamborghini Murciélago • Mazda 6                                   | Fotoradary                                                                        | Harry Enfield                | 20 października 2002 | 27 lipca 2011    |
| 2  | (2)  | Ford Focus RS • Honda Civic Type R • Noble M12 GTO                                                               | Skok autobusem piętrowym nad motocyklami                                          | Jay Kay                      | 27 października 2002 | 3 sierpnia 2011  |
| 3  | (3)  | Mini Cooper • Toyota Yaris Verso                                                                                 | Babcie kręcące 'bączki'                                                           | Ross Kemp                    | 3 listopada 2002     | 10 sierpnia 2011 |
| 4  | (4)  | Aston Martin V12 Vanquish • Ferrari 575M Maranello • Nissan Skyline GT-R                                         | Family Saloon Formula One                                                         | Steve Coogan • Richard Burns | 10 listopada 2002    | 17 sierpnia 2011 |
| 5  | (5)  | Mercedes S-Class • Audi A8 • Maybach 62 • Bentley Arnage • Peugeot 206                                           | Zamiana zwykłego samochodu w samochód 'Bonda'                                     | Jonathan Ross                | 17 listopada 2002    | 24 sierpnia 2011 |
| 6  | (6)  | Renault Vel Satis • BMW Z4 • Mercedes-Benz SL55 AMG • Honda NSX Type R                                           | Babcie parkujące 'na ręcznym’ (nowy Mini Cooper)                                  | Tara Palmer-Tomkinson        | 24 listopada 2002    | 31 sierpnia 2011 |
| 7  | (7)  | Saab 9-3 • Lotus Elise 111S                                                                                      | Najszybsza Wiara (cz. I)                                                          | Rick Parfitt                 | 1 grudnia 2002       | 7 września 2011  |
| 8  | (8)  | Audi RS6 • Mercedes-Benz E55 AMG • Maserati Coupé • Ford Fiesta • Citroën C3 • Honda Jazz • Nissan Micra • MG ZR | Łada Riva przebudowana przez zespół Lotusa • Najszybszy kierowca dostawczego Vana | Michael Gambon               | 8 grudnia 2002       | 14 września 2011 |
| 9  | (9)  | Volvo XC90 • Subaru Forester • VW Golf R32                                                                       | Czy ‘odchudzony’ Jaguar XJS pokona supersamochody?                                | Gordon Ramsay                | 22 grudnia 2002      | 21 września 2011 |
| 10 | (10) | Toyota Land Cruiser • Lotus Esprit • Nissan Primera • TVR T350C                                                  | Najszybsza Wiara (cz. II)                                                         | brak                         | 29 grudnia 2002      | 28 września 2011 |

### Sezon 2
| 1  | (11) | Smart Roadster • Volkswagen Beetle • Bowler Wildcat • Bentley T2                   | Odrzutowy dragster vs. Nissan Sunny                               | Vinnie Jones     | 11 maja 2003    |  |
| 2  | (12) | Rolls-Royce Phantom • Rover P5 • BMW M3 • Audi S4                                  | Najszybsza partia polityczna                                      | Jamie Oliver     | 18 maja 2003    |  |
| 3  | (13) | Volkswagen Touareg • Lexus SC430 • Hyundai Coupé • BMW Z8 • Perodua Kelisa         | Kraj budujący najszybsze supersamochody.                          | David Soul       | 25 maja 2003    |  |
| 4  | (14) | Jaguar R Coupe • Jaguar XKR-R • Aston Martin DB7 GT                                | Jak daleko dojedziesz Jaguarem XJR Mark 3, zanim umrzesz z nudów. | Boris Johnson    | 1 czerwca 2003  |  |
| 5  | (15) | Porsche 911 Turbo • Ford StreetKa • Triumph TR6 • Renault Clio V6                  | Mechanicy zespołu WRC vs kobiety (dziewczyny Pirelli)             | Anne Robinson    | 8 czerwca 2003  |  |
| 6  | (16) | Subaru Impreza • Mitsubishi Evo VIII • Vauxhall VX220 Turbo • Peugeot 206 GTI      | Rekord prędkości przyczepą kampingową                             | Richard Whiteley | 15 czerwca 2003 |  |
| 7  | (17) | Koenigsegg CC8S • Renault Megane • Hummer H1 • Hummer H2                           | Testy bezpieczeństwa (prostopadłe zderzenie Renault)              | Neil Morrisey    | 22 czerwca 2003 |  |
| 8  | (18) | Nissan 350Z • Alfa Romeo 147 GTA • Mercedes-Benz CLK500 • Audi A4 • Daihatsu Copen | Najszybszy 'czarny charakter' wszechświata                        | Jodie Kidd       | 6 lipca 2003    |  |
| 9  | (19) | Vandenbrink Carver • Volvo S60 R • GM HyWire • Vauxhall Signum                     | James testuje napędzany wodorem samochód przyszłości              | Patrick Stewart  | 13 lipca 2003   |  |
| 10 | (20) | TVR T350C • Overfinch Range Rover • Cadillac Sixteen • Volkswagen Phaeton          | Test wytrzymałości Land Rovera                                    | Alan Davies      | 20 lipca 2003   |  |

### Sezon 3
| 1 | (21) | Ford GT • BMW serii 5 • Porsche 911 GT3                                                                           | Czy Volkswagen Lupo diesel spala mniej paliwa niż jego wersja benzynowa?        | Martin Kemp     | 26 października 2003 |  |
| 2 | (22) | BMW M3 CSL • BMW M1 • BMW M3 E30 • BMW M5 E34 • Porsche Boxster • BMW Z4 • Honda S2000                            | Volvo 240 skacze nad przyczepami kempingowymi                                   | Stephen Fry     | 2 listopada 2003     |  |
| 3 | (23) | Bentley Continental GT • Subaru Legacy Outback • Saab 9-5                                                         | Saab 9-5 w pojedynku z Sea Harrierem • Jak uciec z tonącego auta?               | Rob Brydon      | 9 listopada 2003     |  |
| 4 | (24) | Lamborghini Miura • Lamborghini Countach • Lamborghini Gallardo • Mini Cooper S                                   | Lamborghini kiedyś i dziś                                                       | Rich Hall       | 15 listopada 2003    |  |
| 5 | (25) | Mazda RX-8 • Fiat Panda                                                                                           | Czy Toyota Hilux jest naprawdę niezniszczalna? (część I)                        | Simon Cowell    | 23 listopada 2003    |  |
| 6 | (26) | Citroën C2 • Aston Martin V8 Vantage (1977) • Holden Monaro                                                       | Czy Toyota Hilux jest naprawdę niezniszczalna? (część II)                       | Sanjeev Bhaskar | 7 grudnia 2003       |  |
| 7 | (27) | MG XPower SV • Porsche Cayenne Turbo • Mercedes-Benz SLR McLaren                                                  | Który profesor najlepiej spali gumę? • Który brytyjski samochód jest najlepszy? | Rory Bremner    | 14 grudnia 2003      |  |
| 8 | (28) | Mercedes-Benz 280SL • Nissan Micra • Aston Martin Lagonda • Audi TT                                               | Pojedynek Generacji Samochodów                                                  | Johnny Vegas    | 21 grudnia 2003      |  |
| 9 | (29) | Chrysler Crossfire • BRABUS Smart Roadster V6 Bi-Turbo (Prototyp) • Jaguar XJ6 • Honda Civic Type R • Honda NSX-R | Nagrody Top Gear 2003                                                           | Carol Vorderman | 28 grudnia 2003      |  |

### Sezon 4
| 1  | (30) | Lotus Exige • Rover CityRover • Aston Martin DB9                                                                 | Superwyścig: Aston Martin DB9 kontra linie kolejowe Eurostar i TGV z Londynu do Monte Carlo • Helikopter Apache próbuje namierzyć Lotusa Exige                          | Fay Ripley                        | 9 maja 2004     |  |
| 2  | (31) | Mercedes-Benz SLR McLaren • Alfa Romeo 166 • Cadillac Escalade • Ford FAB-1                                      | Zakonnica w monster truck • Richard Hammond zostaje zahipnotyzowany • May jeździ Fordem z filmu Thunderbirds                                                            | Paul McKenna                      | 16 maja 2004    |  |
| 3  | (32) | Volvo 760 • Audi 80 • Rover 416GTi • Porsche 911 GT3 RS • Ferrari 360 Challenge Stradale • Dodge Charger 440 R/T | Samochód za mniej niż 100 funtów. | Jordan                            | 23 maja 2004    |  |
| 4  | (33) | Porsche Carrera GT • Audi A8 • Ford SportKa                                                                      | May i Hammond grają w "samochodowe rzutki" • Audi A8 z mocnym Dieslem jedzie na jednym baku z Londynu do Edynburga • Ford SportKa przeciwko gołębiom • Evo i STi na bis | Ronnie O’Sullivan                 | 30 maja 2004    |  |
| 5  | (34) | MG ZT 260 • BMW 645Ci • Jaguar XK-R • Porsche 911 Carrera 2 • Vauxhall Astra • Mazda 3 • Volkswagen Golf         | Sportowe coupe na plaży Pendine Sands • W Hammonda w Golfie trafia piorun                                                                                               | Johnny Vaughan • Denise Van Outen | 6 czerwca 2004  |  |
| 6  | (35) | Renault Clio RenaultSport • Jaguar XJS • Cadillac CTS • Nissan Cube                                              | Hammond sprawdza, czy auto pojedzie na paliwie z fekaliów | Sir Terry Wogan                   | 13 czerwca 2004 |  |
| 7  | (36) | Spyker C8 Spider • Mercedes-Benz CL65 AMG • Renault Scenic • Ford C-MAX                                          | Hammond i May testują minivany jako taksówki | Lionel Richie                     | 11 lipca 2004   |  |
| 8  | (37) | Ford GT • Toyota Prius • Maserati Quattroporte                                                                   | Pojedynek sportowych kompaktów: diesel kontra benzyna • Silniki Jumbo Jeta i latające samochody                                                                         | Martin Clunes                     | 18 lipca 2004   |  |
| 9  | (38) | Fiat Barchetta • Mercedes-Benz SL 600 • Mazda MX-5 • Toyota MR2 • Jaguar X-Type Estate                           | May i Hammond szukają najlepsze małe autko na lato • Skok ze spadochronem do pędzącego samochodu                                                                        | Ranulph Fiennes                   | 25 lipca 2004   |  |
| 10 | (39) | Peugeot 407 • Volvo V50 • BMW X3 • Corvette C6                                                                   | Hammond kieruje wyścigiem z pomocą Peugeota 407 • Auto-Olimpiada: skok w dal                                                                                            | Patrick Kielty                    | 1 sierpnia 2004 |  |

### Sezon 5
| 1 | (40) | Porsche 911 Carrera S • Holden Monaro VX-R • Chrysler 300C • Jaguar S-Type R                                                               | Mocna, brytyjska limuzyna kontra auta kolonistów • Jeremy zjada swoje włosy | Bill Bailey • Antony Worralll Thompson | 24 października 2004 |  |
| 2 | (41) | Ford Focus • Vauxhall Astra • Volkswagen Golf • Jaguar XJ220 • Ferrari F40 • Pagani Zonda • Ferrari Enzo • McLaren F1 • Porsche Carrera GT | Rajdówka kontra Mountainboard • "Wypożyczone" Enzo w Top Gear • Jeremy sprawdza, czy superauta ery Thatcher są fajniejsze od tych z ery Blaira                                                                    | Geri Halliwell                         | 31 października 2004 |  |
| 3 | (42) | Land Rover Discovery • Dodge Viper SRT-10                                                                                                  | Jeremy wjeżdża na szkocki szczyt Land Roverem • Hammond jeździ dziwactwami Rinspeeda | Joanna Lumley                          | 7 listopada 2004     |  |
| 4 | (43) | Pagani Zonda S Roadster • Aston Martin V12 Vanquish S • Ferrari 575M Maranello • Smart Forfour                                             | Superauto kontra superłódź • Hammond i May grają w "kempingowe" kasztany • 24 godziny w Smarcie | Jimmy Carr • Steve Coogan              | 14 listopada 2004    |  |
| 5 | (44) | Morgan Aero 8 GTN • Mercedes-Benz 300 SL • Jaguar S-Type Diesel                                                                            | Wyścig minivanami • Rocznica pierwszego superauta • Jeremy objeżdża Północną Pętlę Nürburgring w 10 minut jaguarem z dieslem                                                                                      | Christian Slater • Sabine Schmitz      | 21 listopada 2004    |  |
| 6 | (45) | Volkswagen Golf V GTI • Porsche 944 • Porsche 928 • Porsche 924                                                                            | Czy można kupić Porsche za 1500 funtów? • Niewidomy na torze Top Gear | Cliff Richard • Billy Baxter           | 5 grudnia 2004       |  |
| 7 | (46) | Toyota Prius • Ford Mustang • Mitsubishi Lancer Evo VIII MR FQ400                                                                          | Nagrody Top Gear 2004 | Roger Daltrey                          | 12 grudnia 2004      |  |
| 8 | (47) | Ferrari 612 Scaglietti • Ford GT40 • Noble M400 • Ford Escort RS1600 • Ford Focus RS • Audi Quattro • Mitsubishi Lancer Evo VIII FQ340     | Superwyścig: Jeremy w Ferrari 612 kontra podróż samolotem w drodze do Verbier • Rajdówka kontra bobslej • Stare auta wyczynowe kontra nowe do jazdy po drogach • Stig w Renault F1 objeżdża tor Top Gear w minutę | Eddie Izzard                           | 19 grudnia 2004      |  |
| 9 | (48) | Ariel Atom • BMW serii 1 • Mercedes-Benz G55 AMG • Ford Fiesta ST150 • Citroën C2 VTS                                                      | jaki jest Najlepszy hot hatch | Trinny Woodall • Susannah Constantine  | 26 grudnia 2004      |  |

### Sezon 6
| 1  | (49) | Mercedes CLS • Honda Element • Toyota Aygo • Range Rover Sport                                              | May znajduje fajną Hondę • Mecz piłki nożnej Toyotą Aygo • Jeremy ucieka Range Roverem przed czołgiem Challenger 2                                                                     | James Nesbitt                   | 22 maja 2005    |  |
| 2  | (50) | Maserati MC12 • Jaguar XJS • Mitsubishi Starion • BMW 635 CSi                                               | Czy za 1500 funtów kupisz 2-drzwiowego konkurenta dla Porsche? | Jack Dee                        | 29 maja 2005    |  |
| 3  | (51) | Wiemann MF 3 • TVR Tuscan 2 • Aston Martin DB9 Volante • Maserati Bora • Rolls-Royce Silver Shadow 1976     | Batmobil w studiu Top Gear • Jeremy otwiera basen Rolls-Royce’em | Christopher Eccleston           | 12 czerwca 2005 |  |
| 4  | (52) | Cadillac CTS-V • BMW serii 3 • Renault Modus • Honda Jazz • Peugeot 1007                                    | Mamy prezenterów testują miejskie hatchbacki | Omid Djalili                    | 19 czerwca 2005 |  |
| 5  | (53) | Nissan Murano • Jaguar E-type • Aston Martin DB5 • Maserati Coupé • Porsche Boxster S • Mercedes SLK 55 AMG | Jeremy ukazuje oblicza posiadania starych, klasycznych GT • Oraz sprawdza, czy łatwiej zestrzelić roadstera Porsche czy Mercedesa                                                      | Damon Hill                      | 26 czerwca 2005 |  |
| 6  | (54) | Mercedes SLR McLaren • Aston Martin DBR9                                                                    | Superwyścig: Jeremy w Mercedesie SLR kontra prom do stolicy Norwegii • Stig objeżdża tor Top Gear w pierwszorzędnej wyścigówce Astona Martina                                          | David Dimbleby                  | 3 lipca 2005    |  |
| 7  | (55) | TVR Sagaris • Fiat Panda • Ford Transit                                                                     | Jeremy w Pandzie kontra maratończyk ścigają się po ulicach Londynu • 40 lat słynnego vana • Sabine Schmitz próbuje pobić Jeremiego na Północnej Pętli Nürburgring Fordem Transitem     | Justin Hawkins • Sabine Schmitz | 10 lipca 2005   |  |
| 8  | (56) | Ferrari F430 • Audi TT • Nissan 350Z • Chrysler Crossfire                                                   | Otwarte wersje małych, mocnych coupé po drogach (i plażach) Islandii | Sir Tim Rice                    | 17 lipca 2005   |  |
| 9  | (57) | Volkswagen Golf V GTI • Renault Megane Sport • Vauxhall Astra VXR • BMW M5 E60                              | Hammond i May testują cudze samochody w przedsiębiorstwie przywożącym do domów imprezowiczów                                                                                           | Chris Evans                     | 24 lipca 2005   |  |
| 10 | (58) | BMW 535d • Bentley Continental Flying Spur                                                                  | Diesel na torze Top Gear • Hammond jeździ po jeziorze Islandzką super-terenówką • James jeździ nowym Bentleyem po Dubaju • Quady, buggy i poduszkowce, czyli najlepsze zabawki na łąkę | Davina McCall • Mark Webber     | 31 lipca 2005   |  |
| 11 | (59) | Lamborghini Murciélago Roadster • Ford F150 SVT Lightning • Vauxhall Monaro VXR                             | Hammond gości japońskich specjalistów od driftu • May tworzy wejściówkę Top Gear za pomocą samochodów • Hammond na corridzie                                                           | Timothy Spall                   | 7 sierpnia 2005 |  |

### Sezon 7
| 1 | (60) | Ascari KZ1 • Aston Martin V8 Vantage • BMW M6 • Porsche 911 Carrera S                                        | Mocne coupé na Wyspie Man • Top Gear sprawdził, jaki samochód chcieliby mieć widzowie | Trevor Eve                  | 13 listopada 2005 | 22 kwietnia 2011 |
| 2 | (61) | Porsche Cayman S • Audi RS4 • Ford Scorpio • Vauxhall Omega • BMW serii 5 E34 • Vanwall F1 (1958) • Audi RS4 | Stig pali kolorową gumę • Historia brytyjskiej, wyścigowej zieleni • Hammond i May bawią się sterowanymi samochodami • Jeremy w Audi RS4 kontra wspinaczka po klifach                                                 | Ian Wright                  | 20 listopada 2005 | 29 kwietnia 2011 |
| 3 | (62) | Ford GT • Ferrari 430 Spider • Pagani Zonda S • Ford Focus ST                                                | Supersamochody w drodze do Wiaduktu Millau we Francji | Stephen Ladyman             | 27 listopada 2005 | 5 września 2011  |
| 4 | (63) | Pagani Zonda F • Maserati Merak • Ferrari Dino 308 GT4 • Lamborghini Urraco P250                             | Hołd dla Richarda Burnsa • Czy za 10 tysięcy funtów kupisz dziś włoski supersamochód? • May w Renault Clio kontra Downhill w mieście                                                                                  | Ellen MacArthur             | 4 grudnia 2005    | 12 września 2011 |
| 5 | (64) | Marcos TSO • Bugatti 16.4 Veyron • Porsche 911 Carrera 2 • Porsche 911 Carrera 4                             | Superwyścig: co szybciej przywiezie truflę z Alby we Włoszech do Londynu – awionetka Cessna czy Bugatti Veyron? • Czy czteronapędowe Porsche jest szybsze od 2WD? May sprawdza na imprezie w Cardiff                  | Nigel Mansell               | 11 grudnia 2005   | 19 września 2011 |
| 6 | (65) | BMW 130i • Volkswagen Golf V R32 • Peugeot 306 (po tuningu) • Austin-Healey (1961) • Mazda MX-5              | Starzy kontra młodzi w swoich fajnych samochodach na Prescott Hill • Hammond w Maździe kontra pies Greyhound • Jeremy i okrążenie na Laguna Seca – szybciej na PlayStation czy za kierownicą? • Nagrody Top Gear 2005 | David Walliams • Jimmy Carr | 27 grudnia 2005   | 26 września 2011 |
| 7 | (66) | brak | Top Gear Winter Olympics | brak                        | 12 lutego 2006    |                  |

### Sezon 8
| 1 | (67) | Nissan Micra C+C • Renault Espace • Honda Civic • Chevrolet Lacetti • Koenigsegg CCX                                          | Top Gear ma nowe auto za rozsądną cenę i... psa • Renault Espace staje się kabrioletem • Stig wypada superautem z toru | Jimmy Carr • Les Ferdinand • James Hewitt • Justin Hawkins • Trevor Eve • Rick Wakeman • Alan Davies | 7 maja 2006    | 12 kwietnia 2011 |
| 2 | (68) | Chevrolet Corvette Z06 • Bowler Wildcat • Jaguar XK • Mercedes-Benz SL350 • BMW 650i                                          | Hammond w super-terenówce kontra kajak z silnikiem na Islandii • Informacje o ruchu drogowym w radiu – czy tak trudno zrobić to porządnie?                                                                                  | Gordon Ramsay                                                                                        | 14 maja 2006   | 13 kwietnia 2011 |
| 3 | (69) | Triumph Herald • Volkswagen Transporter (Kamper) • Toyota Hilux • Lotus Exige S                                               | Własny pomysł na amfibię | Philip Gleinster                                                                                     | 21 maja 2006   | 14 kwietnia 2011 |
| 4 | (70) | Porsche Boxster • BMW Z4 M • Mercedes-Benz S500 (W221) • Mercedes-Benz S280 (W140) • Porsche Cayenne Turbo S • Koenigsegg CCX | Hammond w terenowym Porsche kontra spadochroniarz w stroju wiewiórki • Jeremy umila wnętrze Mercedesa klasy S • Stig w Koenigseggu CCX ze spoilerem bije rekord toru Top Gear                                               | Ewan McGregor                                                                                        | 28 maja 2006   | 15 kwietnia 2011 |
| 5 | (71) | Prodrive P2 • TVR Tuscan 2 • Citroën C6 • Volkswagen Fox • Toyota Aygo                                                        | May uczy się torowej jazdy od Jackiego Stewarta • Mecz piłki nożnej II – Toyota Aygo kontra Volkswagen z Brazylii | Sir Michael Gambon                                                                                   | 4 czerwca 2006 | 18 kwietnia 2011 |
| 6 | (72) | Ford Mondeo ST220 • Mazda 6 MPS • Vauxhall Vectra VXR • Kia Cerato • Toyota TF105 (Formuła 1)                                 | Top Gear wybiera się na kemping • Stig osiąga bolidem F1 rekord prędkości w zamkniętym pomieszczeniu | Brian Cox                                                                                            | 16 lipca 2006  | 19 kwietnia 2011 |
| 7 | (73) | Ford S-MAX • Vauxhall Zafira VXR • Mercedes-Benz B200 Turbo • Lamborghini Gallardo Spyder • Peugeot 207 • Caterham Seven      | Hammond i May szukają minivana, którym można poszarżować • May w Peugeocie 207 ściga się z mistrzami parkour po Liverpoolu • Czy Stig dojedzie z fabryki Caterhama na tor w Szkocji szybciej niż reszta złoży tam kit cara? | Steve Coogan                                                                                         | 23 lipca 2006  | 20 kwietnia 2011 |
| 8 | (74) | Renault Master • Volkswagen Transporter • Ford Transit IV oraz VII • LDV Convoy • Suzuki Super Carry • Noble M15              | Top Gear kręci fatalny test vanów podczas przewozu rzeczy z koncertu The Who • Za karę sprawdza, jakiego vana można kupić za 1000 funtów                                                                                    | Jenson Button • Ray Winstone                                                                         | 30 lipca 2006  | 21 kwietnia 2011 |

### Sezon 9
| 1 | (75) | Jaguar XKR • Aston Martin V8 Vantage (2005) • Vampire (pojazd z silnikiem odrzutowym)                                  | Hammond wraca do studia i mówi o wypadku • Top Gear remontuje drogę w 24 godziny                                       | Jamie Oliver            | 28 stycznia 2007 |  |
| 2 | (76) | Bugatti 16.4 Veyron • Audi TT • Mazda RX-8 • Alfa Romeo Brera                                                          | May osiąga prędkość maksymalną w Bugatti Veyron • Top Gear szuka samochodu, którego wygląd można nazwać „sztuką”       | Hugh Grant              | 4 lutego 2007    |  |
| 3 | (77) | Chevrolet Camaro RS • Dodge RAM 150 (1981-1993) • Cadillac Brougham                                                    | Wielka Wyprawa Top Gear zalicza stany USA w autach za 1000 dolarów                                                     | Amerykański kuzyn Stiga | 11 lutego 2007   |  |
| 4 | (78) | Porsche 911 Turbo • Reliant Robin • Brabus SV 12 S                                                                     | Top Gear wysyła w niebo własny prom kosmiczny Reliant                                                                  | Simon Pegg              | 18 lutego 2007   |  |
| 5 | (79) | Renault Espace • Lamborghini Murcielago LP640 • Fendt 930 Vario (traktor) • JCB Fastrac (traktor) • Case STX (traktor) | Jeremy ukazuje skutki kolizji na przejeździe kolejowym • Top Gear sieje rzepak, by mieć naturalne paliwo do samochodów | Kristin Scott Thomas    | 25 lutego 2007   |  |
| 6 | (80) | Fiat Panda • Saab 9000 • Alfa Romeo 164 • MG ZT • Ford Mustang Fastback GT390 Bullitt • Shelby Mustang GT500           | Top Gear buduje własne przedłużone limuzyny                                                                            | Billie Piper            | 4 marca 2007     |  |
| 7 | (81) | Toyota Hilux 3 D4D | Wyprawa na Biegun Północny                                                                                             | Brak                    | 25 lipca 2007    |  |

### Sezon 10
| 1  | (82) | Volkswagen Golf V GTI W12-650 • Porsche 911 GT3 RS • Lamborghini Gallardo Superleggera • Aston Martin V8 Vantage N24 •                        | Top Gear szuka najlepszej drogi na świecie | Helen Mirren                 | 7 października 2007  |  |
| 2  | (83) | Audi R8 • Porsche 911 Carrera S • Triumph Herald • Volkswagen Transporter (Kamper) • Nissan Pickup (1995)                                     | Własny pomysł na amfibię II: Przeprawa przez kanał La Manche | Jools Holland                | 14 października 2007 |  |
| 3  | (84) | Rolls-Royce Phantom Drophead Coupé • Ferrari 599 GTB Fiorano • Ferrari 275 GTS • Lexus LS600h • Peel P50 • Bugatti 16.4 Veyron                | Luksusowy Lexus sam parkuje w studiu Top Gear • Jeremy jeździ do i po budynku BBC mikrosamochodem Peel P50 • Hammond sprawdza, czy Bugatti Veyron startuje szybciej od myśliwca Eurofighter Typhoon                     | Ronnie Wood                  |                      |  |
| 4  | (85) | Mercedes-Benz 230E • Lancia Beta • Opel Kadett (1963)                                                                                         | Wielka Wyprawa Botswana Special: Top Gear przemierza bezdroża Botswany w wartych 1500 funtów samochodach bez napędu na cztery koła                                                                                      | Afrykański kuzyn Stiga       | 4 listopada 2007     |  |
| 5  | (86) | Aston Martin V8 Vantage Roadster • Caparo T1 • Mercedes-Benz GL500                                                                            | Hammond w Astonie Martinie kontra człowiek na rolkach z silnikiem odrzutowym na plecach • Jeremy przerażony testowanym samochodem • Metro, samochód, rower albo łódź, czyli najszybszy sposób na podróż przez Londyn    | Simon Cowell                 | 11 listopada 2007    |  |
| 6  | (87) | Honda Civic Type R II • Honda Civic Type R III • Alfa Romeo 159 • BMW M5 Touring • Mercedes-Benz E 63 AMG model T • Volkner Mobil Performance | Jeremy sprawdza, czy nowy Civic Type R jest lepszy od starego • May w Alfie 159 kontra facet przechodzący przez ujście rzeki Humber • Hammond, May i inni ścigają się kamperami • Dom na kółkach z garażem na roadstera | Lawrence Dallaglio           | 18 listopada 2007    |  |
| 7  | (88) | Rover SD1 • Triumph Dolomite Sprint • Austin Princess • Aston Martin DBS                                                                      | Czy w historii British Leyland istniały samochody, które nie były badziewiem? | Jennifer Saunders            | 25 listopada 2007    |  |
| 8  | (89) | Vauxhall VXR8 • Renault R25 (Formuła 1) • BMW 330i                                                                                            | Top Gear szuka najstarszego auta kierowanego tak, jak dzisiejsze samochody • Hammond stara się przejechać okrążenie toru w bolidzie F1 • Jeremy jako pasażer w samo kierującym się BMW                                  | James Blunt • Lewis Hamilton | 2 grudnia 2007       |  |
| 9  | (90) | BMW 330d • Fiat 500 • Ascari A10 • Daihatsu Materia                                                                                           | Top Gear startuje w 24-godzinnym wyścigu Britcar w BMW E46 330d • May w Fiacie 500 ściga się z miłośnikami BMX po ulicach Budapesztu • Nietypowe porównanie samochodów przez Jeremy'ego                                 | Keith Allen                  | 9 grudnia 2007       |  |
| 10 | (91) | Jaguar XF • Mercedes-Benz C63 AMG • Audi RS4 • BMW M3 E90                                                                                     | Top Gear testuje Niemieckie super-sedany na torze w Hiszpanii • Nagrody Top Gear 2007 | David Tennant                | 23 grudnia 2007      |  |

### Sezon 11
| 1 | (92) | Ferrari 430 Scuderia • Lexus LS • Suzuki Vitara • Fiat Coupé • Austin Allegro                                   | Top Gear szuka najlepszego auta dla policji za 1000 funtów • Kaskader Top Gear bije Austinem Allegro rekord skoku na wstecznym • Jeremy (w swoim stylu) szuka najbardziej ekonomicznego samochodu                                                              | Alan Carr • Justin Lee Collins   | 22 czerwca 2008 | 22 lutego 2009 |
| 2 | (93) | Mitsubishi Lancer Evolution X • Subaru Impreza WRX STi • Mercedes-Benz CLK 63 AMG Black Series • Audi RS6 Avant | Hammond w Audi RS6 kontra narciarze w wyścigu we francuskich Alpach • Kaskader Top Gear wywija „korkociąg” w MG Maestro | Rupert Penry-Jones • Peter Firth | 29 czerwca 2008 | 1 marca 2009   |
| 3 | (94) | Bentley Brooklands • Alfa Romeo 75 • Alfa Romeo GTV • Alfa Romeo Spider                                         | Top Gear udowadnia, że Alfy Romeo za 1000 funtów mają to coś | James Corden • Rob Brydon        | 6 lipca 2008    | 8 marca 2009   |
| 4 | (95) | Alfa Romeo 8C Competizione • Nissan GT-R                                                                        | Superwyścig: Jeremy w Nissanie GT-R ściga się z japońską koleją Shinkansen na trasie Hakui – Chiba | Fiona Bruce • Kate Silverton     | 13 lipca 2008   | 15 marca 2009  |
| 5 | (96) | Nissan GT-R • Mercedes-Benz 600 • Rolls-Royce Corniche • Daihatsu Terios                                        | Jeremy testuje na torze Fuji Nissana GT-R i nadweręża kark • Tron dla człowieka twierdzącego, że fotoradary to złodziejski podatek • Jeremy i James testują stare, klasyczne limuzyny • Jeremy w Daihatsu jako uciekający lis, na którego poluje m.in. Hammond | Peter Jones • Theo Paphitis      | 20 lipca 2008   | 22 marca 2009  |
| 6 | (97) | Gumpert Apollo • Mitsuoka Orochi • Mitsuoka Galue • Mazda Furai                                                 | James ukazuje nietypowe auta z Japonii • W studiu Top Gear prototyp wyczynowej Mazdy • Wielka Brytania kontra Niemcy w bitwie prezenterów motoryzacyjnych | Jay Kay                          | 27 lipca 2008   | 29 marca 2009  |

### Sezon 12
| 1 | (98)  | Porsche 911 GT2 • Lamborghini Gallardo LP560-4                                             | Ciężarówki za £5,000 | Michael Parkinson | 2 listopada 2008  | 26 sierpnia 2009 |
| 2 | (99)  | Fiat Nuova 500 Abarth • Dodge Challenger 2008 • Chevrolet Corvette C6 ZR1 • Cadillac CTS-V | Podróż Muscle Car przez USA na słoną równinę | Will Young        | 9 listopada 2008  | 26 sierpnia 2009 |
| 3 | (100) | Toyota I-Real • Renault Avantime                                                           | Czy Renault Avantime może być szybszy od Mitsubishi Evo X? • May praktykuje jazdę z kierowcą wyścigowym Miką Häkkinenem.                                          | Mark Wahlberg     | 16 listopada 2008 | 26 sierpnia 2009 |
| 4 | (101) | Pagani Zonda F Roadster • Bugatti Veyron • Volkswagen Polo 1.4 TDI Bluemotion              | Rajd ekonomiczny do Blackpool | Harry Enfield     | 23 listopada 2008 | 26 sierpnia 2009 |
| 5 | (102) | Lexus IS F • BMW M3 Saloon • Ferrari Daytona                                               | Superwyścig: Superszybka łódź motorowa kontra Ferrari Daytona do Saint-Tropez • Zawody autobusów, który jest najlepszy na brytyjskie ulice                        | Kevin McCloud     | 30 listopada 2008 | 26 sierpnia 2009 |
| 6 | (103) | Veritas RS III • Caterham R500 Superlight • Ford Fiesta                                    | Czy komuniści kiedykolwiek zrobili dobre auto? • Nietypowy test drogowy Forda Fiesty                                                                              | Boris Johnson     | 7 grudnia 2008    | 26 sierpnia 2009 |
| 7 | (104) | Tesla Roadster • Honda FCX Clarity                                                         | 50 lat serii wyścigowej British Touring Car: pamiętne chwile i wypadki • Test elektrycznej Tesli • Bicie rekordu skoku z przyczepą kempingową programu Fifth Gear | Tom Jones         | 14 grudnia 2008   | 26 sierpnia 2009 |
| 8 | (105) | brak                                                                                       | Wielka Wyprawa Vietnam Special – podróż skuterami z południa na północ Wietnamu                                                                                   | brak              | 28 grudnia 2008   | 26 sierpnia 2009 |

### Sezon 13
Premiera trzynastej serii Top Gear odbyła się 21 czerwca 2009. Andy Wilman, producent Top Gear, napisał na oficjalnym blogu, że 13 seria będzie miała 7 odcinków.
14 czerwca BBC udostępniło oficjalny trailer 13 serii. Przedstawia on Richarda, Jeremy’ego i Jamesa będących dziećmi i rozmyślających co będą robić jak dorosną.
21 czerwca został wyemitowany pierwszy odcinek serii 13, w której Jeremy testuje Lotusa Evore. Głównym motywem odcinka jest wyścig z Londynu do Edynburga, jedynymi środkami transportu dostępnymi dla prowadzących są Jaguar XK120, Motocykl Vincent Black Shadow i lokomotywa parowa klasy A1 Pepecorn. Stig przejeżdża okrążenie Ferrari FXX wykręcając czas 1:10,7 po czym wchodzi do studia i po krótkiej namowie Jeremy’ego zdejmuje kask. Okazuje się, że pod kaskiem ukrywał się siedmiokrotny mistrz świata F1 Michael Schumacher.
| 1 | (106) | Lotus Evora • Ferrari FXX                                         | Wyścig z Londynu do Edynburga pojazdami z 1949 roku | Michael Schumacher | 21 czerwca 2009 | 3 marca 2010     |
| 2 | (107) | Lamborghini Murciélago LP670-4 SV • Mercedes-Benz SLR McLaren 722 | Samochód dla 17-latka z ubezpieczeniem za mniej niż 2500 funtów | Stephen Fry        | 28 czerwca 2009 | 10 marca 2010    |
| 3 | (108) | Mercedes-Benz SL65 AMG Black                                      | Czy w trudnych czasach jest coś, co jest tanie i daje radość? | Michael McIntyre   | 5 lipca 2009    | 17 marca 2010    |
| 4 | (109) | Ford Focus RS • Renault Mégane R26 R • Mitsubishi Evo VII         | Clarkson i Hammond testują dwa tanie hot-hatche • Hammond i May sprawdzają, czy Porsche Panamera jest szybsze niż brytyjska poczta • Clarkson i armia Brytyjska grają w berka | Usain Bolt         | 12 lipca 2009   | 24 marca 2010    |
| 5 | (110) | Jaguar XFR • BMW M5                                               | Samochody z tylnym napędem za mniej niż 1500 funtów | Sienna Miller      | 19 lipca 2009   | 31 marca 2010    |
| 6 | (111) | BMW Z4 • Nissan 370Z                                              | Wyścig klasycznych aut z aukcji za mniej niż 3000 funtów | Brian Johnson      | 29 lipca 2009   | 7 kwietnia 2010  |
| 7 | (112) | Vauxhall VXR8 Bathurst Edition • VW Scirocco                      | Reklama Volkswagena Scirocco TDI | Jay Leno           | 2 sierpnia 2009 | 14 kwietnia 2010 |

### Sezon 14
15 listopada 2009 odbyła się premiera 14 sezonu Top Gear.
Od 14 serii program jest emitowany o nowej porze oraz w wysokiej rozdzielczości na kanale BBC HD.
Tydzień przed premierą BBC wyemitowało oficjalny trailer. Jest on bardzo podobny do tego z poprzedniego sezonu.
| 1 | (113) | BMW 760Li • Mercedes S63 AMG                                                          | Poszukiwania najlepszej drogi na świecie – Rumunia | Eric Bana     | 15 listopada 2009 | 14 lipca 2010    |
| 2 | (114) | Chevrolet Corvette C6 ZR1 • Audi R8 V10                                               | Budowa samochodu z napędem elektrycznym | Michael Sheen | 22 listopada 2009 | 21 lipca 2010    |
| 3 | (115) | Hawk HF3000 (replika Lancii Stratos) • Lamborghini Gallardo LP550-2 Valentino Balboni | James w latającej przyczepie kontra Richard w najnowszym Lamborghini Gallardo. Próba ustalenia, który z producentów wyprodukował najwięcej znakomitych samochodów                | Chris Evans   | 29 listopada 2009 | 28 lipca 2010    |
| 4 | (116) | Renault Twingo Sport 133 • BMW X5M & Audi Q7 V12                                      | Który z pojazdów obsługi lotniska jest najszybszy? | Guy Ritchie   | 6 grudnia 2009    | 3 sierpnia 2010  |
| 5 | (117) | Noble M600                                                                            | Stworzenie wystawy w galerii sztuki nt. motoryzacji | Jenson Button | 20 grudnia 2009   | 10 sierpnia 2010 |
| 6 | (118) | Range Rover • Toyota Land Cruiser • Suzuki Samurai                                    | Wielka Wyprawa South America Special: Przejazd używanymi samochodami 4x4, kupionymi w Boliwii przez Amazońską dżunglę i Andy do zachodniego wybrzeża Pacyfiku                    | brak          | 27 grudnia 2009   | 17 sierpnia 2010 |
| 7 | (119) | Lexus LFA • BMW X6 • Vauxhall Insignia VXR                                            | Najdroższy test drogowy na świecie w wykonaniu Jeremy’ego • May testuje Vauxhalla VXR Insignia oraz rozmawia z twórcą znaków drogowych Wielkiej Brytanii • Nagrody Top Gear 2009 | Seasick Steve | 3 stycznia 2010   | 24 sierpnia 2010 |

### Sezon 15
Piętnasta odsłona Top Gear została oficjalnie potwierdzona oraz jej start został ustalony na 27 czerwca 2010.
| 1 | (120) | Bentley Continental Supersports • Kia cee'd • Toyota Hilux • Chevrolet Lacetti • Reliant Robin                                                               | James May u stóp islandzkiego wulkanu w Hilux, którą na biegun północny jechali operatorzy kamer • Hammond żegna stare auto za rozsądną cenę, a z Jeremym, Angeliną Jolie i innymi gośćmi wita nowe na grillu • Jeremy w Reliancie sprawdza, czy mniejszy podatek za trójkołowca jest bezpieczną opcją | Nick Robinson • Al Murray • Peter Jones • Peta Todd • Johnny Vaughan • Bill Bailey • Louie Spence • Amy Williams | 27 czerwca 2010 | 1 lutego 2011  |
| 2 | (121) | Mercedes 190E 2.3-16 Cosworth • BMW M3 E36 • Ford Sierra Sapphire Cosworth • Reliant Robin • BMW Isetta • Porsche 911 Sport Classic • Porsche Boxster Spyder | Top Gear na poważnie sprawdza, który samochód za 5 tys. funtów jest najlepszym połączeniem auta rodzinnego i sportowego • Reliant Robin na torze Top Gear • May ma problem z wyjściem z auta • | Alastair Campbell • Niemiecki kuzyn Stiga                                                                        | 4 lipca 2010    | 8 lutego 2011  |
| 3 | (122) | Aston Martin Rapide • Porsche Panamera • Maserati Quattroporte GTS • Chevrolet Camaro SS • Mercedes-Benz E63 AMG                                             | Limuzyny Porsche, Aston Martin i Maserati jako sport, luksus i... auto do ślubu • Rubens Barrichello pokazuje, jak się jeździ autem za rozsądną cenę i wkurza Stiga • Hammond testuje amerykańskiego Muscle cara i porównuje go z niemieckim                                                           | Rubens Barrichello • Rupert Grint                                                                                | 11 lipca 2010   | 15 lutego 2011 |
| 4 | (123) | Audi R8 V10 Spyder • Porsche 911 Turbo Cabriolet • Land Rover 110 • Citroën CX • Lotus Excel                                                                 | Jeremy niszczy fryzurę dublerki Jamesa w dwóch sportowych kabrioletach • Domek na kołach – czy to ma sens? Top Gear sprawdza swoje pomysły w Kornwalii | Andy Garcia | 18 lipca 2010   | 22 lutego 2011 |
| 5 | (124) | Volkswagen Touareg • Bugatti Veyron Super Sport | Hammond w Volkswagenie kontra nastolatki na skuterach śnieżnych • James testuje nowego Bugatti Veyron i pobija swój rekord prędkości, osiągając 417 km/h • Wspomnienie o Ayrtonie Sennie | Cameron Diaz • Tom Cruise                                                                                        | 25 lipca 2010   | 1 marca 2011   |
| 6 | (125) | Ferrari 458 Italia | Ekipa Top Gear ma na celu udowodnić wyższość małych, sportowych aut, produkowanych dawniej w Wielkiej Brytanii nad europejskimi hatchbackami | Jeff Goldblum | 1 sierpnia 2010 | 8 marca 2011   |

### Odcinki specjalne 2010
| (126) | USA Road Trip       | Mercedes-Benz SLS AMG • Ferrari 458 Italia • Porsche 911 GT3 RS | Wielka wyprawa USA Road Trip: Top Gear jedzie do USA i w trzech najwspanialszych (ich zdaniem) samochodach jedzie najwspanialszą (zdaniem Amerykanów) drogą – a potem zmierza na Manhattan, przy okazji ucząc się przydatnych mieszkańcowi Stanów Zjednoczonych umiejętności. | Danny Boyle | 21 grudnia 2010 | 15 marca 2011    |
| (127) | Middle East Special | Mazda MX-5 • BMW Z3 • Fiat Barchetta                            | Wielka wyprawa Middle East Special: prezenterzy Top Gear jako Trzej Mędrcy ze Wschodu wybierają trzy małe roadstery i przemierzają bliskowschodnie regiony w drodze do Betlejem                                                                                               | brak        | 26 grudnia 2010 | 22 sierpnia 2011 |

### Sezon 16
| 1 | (128) | Ariel Atom V8 • BMW S1000RR • Škoda Yeti • Volkswagen Garbus • Porsche 911 Turbo S kabriolet • Jaguar C-X75                            | James May testuje Ariel Atom V8 i ściga się z super-mocnym motocyklem BMW S1000RR • Hammond przedstawia Jaguara CX75, a prezenterzy rozważają na temat przyszłości napędu w samochodzie – Jeremy udowadnia, że Škoda Yeti jest pod każdym względem lepsza od każdego innego samochodu • Hammond w najnowszej wersji Porsche 911 ściga się z Garbusem… i nie jest pewien zwycięstwa | John Bishop             | 23 stycznia 2011 | 29 sierpnia 2011    |
| 2 | (129) | Ferrari 599 GTO • Ferrari 250 GTO • Ferrari 288 GTO                                                                                    | Pojedynek: Top Gear zaprasza do siebie swoich „kolegów” z Top Gear Australia; w planach wyścigi, kiełbaski i zaganianie owieczek • Jeremy przyrównuje najmocniejsze Ferrari w historii do jego kultowych „imienników” z przeszłości | Boris Becker            | 30 stycznia 2011 | 5 września 2011     |
| 3 | (130) | Mercedes-Benz S 65 AMG L • Rolls-Royce Ghost • Zastava 101 • Cosworth Subaru Impreza STI CS400 • Ford Focus RS500 • Volvo C30 Polestar | Top Gear ma zbadać, czy albański mafiozo powinien kupić nowego Rolls-Royce’a – na Bałkany zabiera więc trzy luksusowe limuzyny i nie nazywa ich „samochodami” • Jeremy testuje super-mocne hatchbacki, których i tak nie kupisz • Dwóch staruszków robi „deskę” | Jonathan Ross           | 6 lutego 2011    | 12 września 2011    |
| 4 | (131) | BMW 325i Cabrio • McLaren MP4-12C • Pagani Zonda R • Pagani Zonda Tricolore                                                            | Top Gear sprawdza, kto zrobi najlepszy interes w zakupie używanego, 4-osobowego kabrioleta; gdy wszyscy kupują BMW 325i E30, postanawiają zrobić własny test • Jeremy Clarksson żegna „Zondę” w jej dwóch najpotężniejszych wersjach • Krótko i zwięźle o wypadku Roberta Kubicy • Pierwszy kontakt z nowym McLarenem                                                              | Simon Pegg • Nick Frost | 13 lutego 2011   | 19 września 2011    |
| 5 | (132) | Audi RS5 • BMW M3 Competition • Claas (kombajn rolniczy)                                                                               | Top Gear modyfikuje kombajn zbożowy, aby rozwiązać problem zaśnieżonych dróg i lotnisk w Wielkiej Brytanii • ...a z braku śniegu, testuje go w Norwegii • Jeremy porównuje BMW M3 z Audi RS5 i udowadnia, że nowsze nie musi być lepsze • W studiu gość idealny: miłośnik broni palnej, mocnych samochodów i biseksualizmu                                                         | Amber Heard             | 20 lutego 2011   | 26 września 2011    |
| 6 | (133) | Porsche 959 • Ferrari F40 • Peugeot EX1 (prototyp) • Jaguar XJ V8 Supercharged • SEV (kosmiczny pojazd badawczy)                       | Na torze Top Gear dwa najlepsze samochody końca lat 80. – Porsche i Ferrari • Jeremy w czołowym Jaguarze ściga się ze Słońcem • Nowy Peugeot inny niż wszystkie • Gościem jest przeciwieństwo osoby z poprzedniego odcinka • Coolwall powraca • James jeździ nowym modelem najdroższego pojazdu w historii                                                                         | John Prescott           | 27 lutego 2011   | 3 października 2011 |

### Sezon 17
| 1 | (134) | Jaguar E-type • Eagle Speedster • Mini John Cooper Works WRC • BMW 1 M Coupé • Paramount Marauder                                                | Jeremy prezentuje nowe oblicze Golfa GTI • A także świętuje 50. urodziny ikony Wielkiej Brytanii tak, jak należy • Hammond w Johannesburgu pokazuje miejskie auto w stylu Hummera • May wykorzystuje rajdowego Mini i Krisa Meeke do wyścigu z mistrzynią skeletonu, Amy Williams | Alice Cooper     | 26 czerwca 2011 | 10 października 2011 |
| 2 | (135) | Renault Clio Cup • Abarth 500C • Citroen DS3 Racing • Aston Martin Virage                                                                        | Nowego Aston Martina Virage oraz to, co złego jest w nowoczesnych sportowych coupé, sprawdza specjalista od szybkich aut – James May • Top Gear udaje się do Włoch oraz księstwa Monako, by zdecydować, który z wybranych przez nich hot-hatchy jest najfajniejszy | Ross Noble       | 3 lipca 2011    | 17 października 2011 |
| 3 | (136) | Ferrari 458 Italia • McLaren MP4-12C • Range Rover Evoque • Nissan Pixo • Mercedes CL600 (2002) • BMW 850Ci                                      | Jeremy porównuje nowe dzieło McLarena z obiektem jego westchnień – Ferrari 458 Italia • ...a na jego auto narobił ptak-gigant • James wybiera się do Doliny Śmierci w USA, by sprawdzić, ile Range Rovera jest w nowym Evoque • Mistrz F1 w studiu Top Gear • Jeremy i Richard badają, czy w cenie nowego, małego Nissana można dziś kupić duże, szybkie, luksusowe i w pełni sprawne, używane auto | Sebastian Vettel | 10 lipca 2011   | 24 października 2011 |
| 4 | (137) | Jaguar XKR-S • Nissan GT-R • Jaguar XJS • Audi S8                                                                                                | Jeremy sprawdza, czy sportowy Jaguar jest lepszy od sportowego Nissana • Top Gear w dwojaki sposób rozwiązuje problem brytyjskiej kolei • Johnny English prezentuje Rolls-Royce’a z silnikiem V16 | Rowan Atkinson   | 17 lipca 2011   | 31 października 2011 |
| 5 | (138) | Jensen Interceptor • Lotus T125 • Armtrac 400 (pojazd rozminowujący) • FV434 (wóz zabezpieczenia technicznego) • FV180 (ciągnik specjalistyczny) | Jeremy testuje sprawnego Jensena Interceptora, a z ekipą tworzy wejściówkę serialu z lat 70. • ... następnie myli samochody w dyskusji o ptasich odchodach • ... potem wspomagany przez Jeana Alesi sprawdza drogową wersję F1 Lotusa • ..., a na końcu z ekipą wybiera trzy pojazdy wojskowe, by zburzyć budynki szybciej niż zespół ekspertów od rozbiórki                                        | Bob Geldof       | 24 lipca 2011   | 7 listopada 2011     |
| 6 | (139) | Lamborghini Aventador • Nissan Leaf • Peugeot iOn • Land Rover Discovery • Bowler Wildcat                                                        | Hammond myli skandynawskie stolice w nowym Lamborghini V12 • Jeremy i James całkiem poważnie sprawdzają wady i zalety dwóch seryjnie produkowanych samochodów elektrycznych • Hammond wspomaga ekipę weteranów wojny w Afganistanie w brytyjskich rajdach terenowych | Louis Walsh      | 31 lipca 2011   | 14 listopada 2011    |

### Sezon 18
Osiemnasta seria Top Gear miała premierę w styczniu 2012 roku i została poprzedzona świątecznym odcinkiem specjalnym. W odcinku prezenterzy będą mieli za zadanie przejechać wzdłuż Indii w trzech klasycznych brytyjskich wozach. Oprócz tego w nowej serii Top Gear odwiedzi Włochy, Australię, Szwecję oraz Chiny.
29 października prezenterzy kręcili test trzech supersamochodów we Włoszech. Jeremy, Richard i James porównywali Lamborghini Aventador, McLarena MP4-12C oraz Noble M600. Prawdopodobnie test rozpoczął w mieście Lecce na południu kraju gdzie prezenterzy omawiali samochody, a zakończył się w Rzymie.
30 listopada BBC na blogu zapowiedziało, że premiera odcinka specjalnego Top Gear India Special odbędzie się w środę, 28 grudnia 2011 roku. Tego samego dnia na antenie programu The One Show w BBC One został zaprezentowany po raz pierwszy 30-sekundowy trailer odcinka.
6 grudnia odbyło się kręcenie testu chińskich samochodów. W jednym z miast azjatyckiego kraju Jeremy Clarkson oraz James May sprawdzali auta, które już niedługo mogą wkroczyć na europejski rynek.
| - | (140) | Rolls-Royce Silver Shadow • Jaguar XJS • Mini Cooper      | Wielka Wyprawa: Top Gear przemierza szlaki Indii w trzech Brytyjskich pojazdach, by wzmocnić wymianę handlową między Indiami i Wielką Brytanią oraz podreperować krajowy budżet | brak                   | 28 grudnia 2011  | 2 lutego 2012  |
| 1 | (141) | Lamborghini Aventador • McLaren MP4-12C • Noble M600      | Test trzech supersamochodów we Włoszech - Jeremy, Richard i James porównują Lamborghini Aventador, McLarena MP4-12C oraz Noble M600                                             | will.i.am              | 29 stycznia 2012 | 9 lutego 2012  |
| 2 | (142) | Mercedes-Benz SLS AMG Roadster                            | Jeremy i James lecą do Pekinu, aby przetestować chińską motoryzację • Richard w Teksasie uczy się o wyścigach NASCAR                                                            | Matt LeBlanc           | 5 lutego 2012    | 16 lutego 2012 |
| 3 | (143) | Opel Corsa OPC • Fiat Panda                               | Jeremy i Richard podejmują się stworzenia sceny pościgu w filmie „The Sweeney”                                                                                                  | Ryan Reynolds          | 12 lutego 2012   | 23 lutego 2012 |
| 4 | (144) | Fisker Karma • Bentley Continental V8 • Ferrari FF        | Prezenterzy tworzą własne pojazdy terenowe dla osób niepełnosprawnych | Michael Fassbender     | 19 lutego 2012   | 1 marca 2012   |
| 5 | (145) | Mercedes-Benz C63 AMG Black Series • Maserati MC Stradale | Prezenterzy omawiają dzieje Saaba, który niedawno zbankrutował • Richard ściga się z człowiekiem wyposażonym w „odrzutowe skrzydła”, jadąc rajdową Škodą Fabią                  | Matt Smith             | 26 lutego 2012   | 8 marca 2012   |
| 6 | (146) | Bentley Blower • BMW Brutus                               | Jeremy, Richard i James jadą na tor Donington Park, aby przetestować Morgana Threewheelera, KTM X-Bow i Caterhama R500                                                          | Alex James             | 4 marca 2012     | 15 marca 2012  |
| 7 | (147) | BMW M5 • BMW 328i • Citroën Saxo • Toyota MR2             | Prezenterzy sprawdzają, co jest tańsze: gra w golfa czy udział w wyścigu | Slash • Kimi Raikkonen | 11 marca 2012    | 22 marca 2012  |

### Sezon 19
W maju 2012 roku Jeremy Clarkson zapowiedział, że 19 seria będzie miała premierę dopiero w 2013 roku. W październiku poinformowano, że w tym roku nie zostanie wyemitowany świąteczny odcinek specjalny, pomimo że były takie plany. Jego premiera została przesunięta na luty. W grudniowym numerze magazynu Top Gear podano informację, że nowa seria zostanie wyemitowana w styczniu 2013 roku.
31 grudnia 2012 roku podano, że 19 seria Top Gear będzie miała premierę 27 stycznia i będzie miała przynajmniej 5 odcinków. Źródłem informacji jest dystrybutor biletów na show. Potwierdzenie daty premiery ze strony BBC nastąpiło 4 stycznia wraz publikacją zdjęć promocyjnych. Premiera w Polsce odbyła się 7 lutego na antenie BBC Knowledge.
| 1 | (148) | Bentley Continental GT Speed • Pagani Huayra             | Richard testuje Pagani Huayra, następcę swojego ulubionego supersamochodu • James sprawdza, jak najszybszy w historii Bentley sprawdza się jako rajdówka • Jeremy wraz ze studentami z Coventry University Design tworzy samochód mniejszy od Peel P50 • Gość programu zostaje najszybszym na torze, choć jest najwolniejszy | Damian Lewis   | 27 stycznia 2013 | 7 lutego 2013  |
| 2 | (149) | Aston Martin AM310 Vanquish • SRT Viper • Lexus LFA      | Prezenterzy Top Gear przetestują Aston Martina Vanquisha, SRT Vipera i Lexusa LFA w USA. | Mick Fleetwood | 3 lutego 2013    | 14 lutego 2013 |
| 3 | (150) | Ford Shelby GT500 • Toyota GT86                          | Superwyścig: Jeremy, James i Richard ścigają się ze stadionu Wembley na stadion San Siro • Jeremy testuje Toyotę GT86 | Amy Macdonald  | 10 lutego 2013   | 21 lutego 2013 |
| 4 | (151) | Kia Cee'd • Ford Focus • Vauxhall Astra • Renault Megane | Test hot-hatchy • Jeremy i James grają w rugby samochodami Kii • Richard testuje meksykański samochód sportowy Mastretta | Lewis Hamilton | 17 lutego 2013   | 28 lutego 2013 |
| 5 | (152) | Fiat Multipla • Range Rover                              | Jeremy i Richard stworzą idealne auto dla starszych ludzi i przetestują je z pomocą kilku emerytów na ulicach Dorset • James przetestuje nowego Range Rovera w Londynie oraz ekstremalnych warunkach w Nevadzie, gdzie stanie do walki w zawodach z wojskowym sprzętem                                                       | James McAvoy   | 24 lutego 2013   | 7 marca 2013   |
| 6 | (153) | BMW 528i • Subaru Impreza WRX • Volvo 850                | Wielka wyprawa: The Best of Top Gear: Pierwsza część odcinka specjalnego – Jeremy, James i Richard próbują odnaleźć źródło Nilu w trzech zmęczonych kombi. | Brak           | 3 marca 2013     | 14 marca 2013  |
| 7 | (154) | BMW 528i • Subaru Impreza WRX • Volvo 850                | Wielka wyprawa: The Best of Top Gear: Druga część odcinka specjalnego – Jeremy, James i Richard próbują odnaleźć źródło Nilu w trzech zmęczonych kombi. | Brak           | 10 marca 2013    | 21 marca 2013  |

### Sezon 20
| 1 | (155) | Ford Fiesta ST • Peugeot 208 GTi • Renaultsport Clio 200 • Toyota Corolla              | Richard porównuje nowego hot-hatcha Peugeot z jego dwoma mocnymi konkurentami • Jeremy w najszybszym samochodzie świata kontra James w najmniej komfortowym środku transportu • Impreza z okazji nowego samochodu za rozsądną cenę, na której chwilowo znika Richard • ..., a na której jeden z gości zapomina o pedale sprzęgła...                                                                                         | Charles Dance • Warwick Davis • Rachel Riley • Joss Stone • David Haye • Jimmy Carr • Mike Rutherford • Brian Johnson | 30 czerwca 2013 | 11 lipca 2013    |
| 2 | (156) | Ferrari F12 • BAC Mono                                                                 | Jeremy testuje auto, które z elementami fotela dla staruszków potrafi zniekształcić twarz • Richard odpowiada na pytanie, który kraj ma najlepsze na świecie, kultowe taksówki • James bierze motocyklistę i miłośników parkour, by uczcić zamknięcie wieloletniej siedziby BBC • Jeremy udowadnia, że w Anglii są miejsca, gdzie można poszaleć w Ferrari • ..., a także mówi coś, co wprawia w zdumienie nie tylko Jamesa | Ron Howard | 7 lipca 2013    | 18 lipca 2013    |
| 3 | (157) | Ferrari 458 Italia Spider • McLaren MP4-12C Spider • Audi R8 Spider V10                | Jeremy, James i Richard w dobie kryzysu wybierają trzy niedrogie superauta z otwieranym dachem na podróż przez Hiszpanię | Benedict Cumberbatch                                                                                                  | 14 lipca 2013   | 25 lipca 2013    |
| 4 | (158) | Mercedes-Benz SLS AMG Black Series • Mercedes-Benz SLS AMG Coupe Electric Drive        | Jeremy, James i Richard postanawiają rozwiązać problem przemieszczania się w miastach, które dopadła powódź. Budują poduszkowiec oparty na Fordzie Transicie | Hugh Jackman | 21 lipca 2013   | 1 sierpnia 2013  |
| 5 | (159) | Porsche 911 • Lamborghini Sesto Elemento • Singer 911 • Lamborghini Aventador Roadster | James porównuje nowe Porsche 911 ze starym, zmodyfikowanym przez entuzjastów z kalifornijskiego przedsiębiorstwa Singer • Richard testuje Lamborghini warte 2 mln funtów na włoskim torze Autodromo Enzo e Dino Ferrari, położonym niedaleko miasta Imola • Jeremy i James postanawiają przeprowadzić test drogowy najpopularniejszych samochodów używanych do ciągnięcia przyczep kempingowych                             | Steven Tyler | 28 lipca 2013   | 7 sierpnia 2013  |
| 6 | (160) | Nowy Range Rover Sport • całkiem nowy Routemaster • Jaguar F-Type                      | Mark Webber i Suzuki Liana na torze • Prezenterzy gadają o znaczkach • James testuje nowy hybrydowy londyński autobus • Ekipa Top Gear gromadzi pojazdy produkowane w Wielkiej Brytanii | Mark Webber | 4 sierpnia 2013 | 14 sierpnia 2013 |

### Sezon 21
1 stycznia 2014 roku podano, że premiera 21 serii Top Gear odbędzie się 2 lutego i będzie miała przynajmniej 5 odcinków. Źródłem informacji jest dystrybutor biletów na show. Serię poprzedziły minitrailery w postaci 10 sekundowych on-boardów z aut wszystkich prezenterów podczas jednej z wypraw. 21 stycznia portal TopGear.net.pl ujawnił, że nowa seria będzie miała 7 odcinków.
| 1 | (161) | Volkswagen Golf GTI • Vauxhall Nova SRi • Ford Fiesta XR2i                                  | Prezenterzy udowadniają wyższość starych hot-hatchy nad nowymi | Hugh Bonneville | 2 lutego 2014  | 13 lutego 2014 |
| 2 | (162) | Alfa Romeo 4C • McLaren P1                                                                  | Richard testuje Alfę Romeo 4C • ... jego test zostaje zakłócony przez Jeremiego na quadzie, który domaga się wyścigu • Jeremy testuje McLarena P1 • James ogląda samochody używane na wojnie w Afganistanie | Tom Hiddleston  | 9 lutego 2014  | 20 lutego 2014 |
| 3 | (163) | Zenvo ST1 • Dacia Sandero • Volkswagen up! • Ford Fiesta                                    | Jeremy testuje 1086-konne Zenvo ST1 • Prezenterzy Top Gear testują trzy hatchbacki na Ukrainie | James Blunt     | 16 lutego 2014 | 27 lutego 2014 |
| 4 | (164) | Mercedes-Benz G63 AMG 6x6 • Caterham 160 • Caterham 620R • Alfa Romeo Disco Volante Touring | Jeremy Clarkson będzie miał okazję sprawdzić Alfę Romeo Disco Volante Touring • Richard kolejny raz uda się do Abu Dhabi, gdzie na pustyni sprawdzi 6-kołowego Mercedesa G63 6x6 • James natomiast na torze testowym porówna klasycznego Caterhama 160 z najnowszym 620R • W Samochodzie za Rozsądną Cenę pojawia się ktoś, kto nigdy w życiu nie prowadził samochodu! | Jack Whitehall  | 23 lutego 2014 | 6 marca 2014   |
| 5 | (165) | Porsche 918 • BMW M135i • VW Golf GTi VII                                                   | Jeremy testuje dwa nowe niemieckie gorące hatchbacki • James i Jeremy zrobią reklamę, by zmniejszyć liczbę wypadków rowerowych • Richard Hammond z wizytą w Abu Dhabi, aby przetestować Porsche 918 Spyder | Aaron Paul      | 2 marca 2014   | 13 marca 2014  |
| 6 | (166) | Odcinek świąteczny w Birmie - cz.1                                                          | Wielka wyprawa: Jeremy, James i Richard sprawdzą się w roli kierowców ciężarówek na trasach długodystansowych. Muszą przejechać całą Birmę aż do brzegu rzeki Kwai w Tajlandii | brak            | 9 marca 2014   | 20 marca 2014  |
| 7 | (167) | Odcinek świąteczny w Birmie - cz.2                                                          | Wielka wyprawa: W drugiej części odcinka świątecznego Top Gear stoi przed nie lada wyzwaniem. Prezenterzy muszą wybudować most nad rzeką Kwai, po którym przejadą ich ciężarówki. | brak            | 16 marca 2014  | 27 marca 2014  |

### Sezon 22
Premiera 22 sezonu Top Gear odbyła się 25 stycznia 2015 roku (premiera w Polsce nastąpiła 1 lutego). Początkowo seria miała liczyć 10 odcinków oraz dwa specjalne, ale program zawieszono z powodu skandalu wywołanego wokół Jeremiego Clarksona. Ostatni odcinek programu wyemitowano 28 czerwca 2015 roku.
| # | #     | Testy                                                       | Wyzwanie | Gość                       | Daty premier     | Daty premier    |
| # | #     | Testy                                                       | Wyzwanie | Gość                       | Wielka Brytania  | Polska          |
| - | ----- | ----------------------------------------------------------- | --- | -------------------------- | ---------------- | --------------- |
| – | (168) | brak                                                        | Wielka wyprawa: Odcinek specjalny w Patagonii: Przejechać z Bariloche do Ushuaia w samochodzie z silnikiem V8 (Ford Mustang Mach 1 • Porsche 928 GT • Lotus Esprit) | brak                       | 27 grudnia 2014  | 15 marca 2015   |
| – | (169) | brak                                                        | Wielka wyprawa: Odcinek specjalny w Patagonii: Przejechać z Bariloche do Ushuaia w samochodzie z silnikiem V8 (Ford Mustang Mach 1 • Porsche 928 GT • Lotus Esprit) | brak                       | 28 grudnia 2014  | 22 marca 2015   |
| 1 | (170) | Lamborghini Huracán                                         | Superwyścig: Najszybszy środek transportu w mieście | Ed Sheeran                 | 25 stycznia 2015 | 1 lutego 2015   |
| 2 | (171) | brak                                                        | Nowe samochody w trudnych warunkach (Nissan GT-R • Bentley Continental GT • BMW M6 Gran Coupe) Australia Special | Kiefer Sutherland          | 1 lutego 2015    | 1 lutego 2015   |
| 3 | (172) | brak                                                        | Wyzwanie przygotowanych przez siebie karetek pogotowia (Porsche 944 Turbo • Ford Scorpio Cardinal • Chevrolet Van) | Daniel Ricciardo           | 8 lutego 2015    | 8 lutego 2015   |
| 4 | (173) | BMW M3 • BMW i8 • Mercedes-AMG GT S                         | Hammond składa hołd Defenderowi | Margot Robbie • Will Smith | 15 lutego 2015   | 15 lutego 2015  |
| 5 | (174) | Porsche Cayman GTS • Chevrolet Corvette • Ferrari LaFerrari | Clarkson i May zagłębiają się w historię Peugeot | Olly Murs                  | 22 lutego 2015   | 22 lutego 2015  |
| 6 | (175) | Lexus RC F Coupe                                            | Sprawdzić jak działa system ratowania w sytuacjach zagrożenia życia w górach (Hennessey Ford F150 Velociraptor • Chevrolet Silverado 2500HD) | Gillian Anderson           | 1 marca 2015     | 1 marca 2015    |
| 7 | (176) | Jaguar F-Type • Eagle Low Drag GT • Mazda MX-5              | James zmierza się z Tannerem Foustem w wyścigu RallyCross | Nicholas Hoult             | 8 marca 2015     | 8 marca 2015    |
| 8 | (177) | brak                                                        | Zanurzyć się w świecie klasycznych samochodów, by zrozumieć czemu tego te samochody stoją w garażach w piękne, słoneczne dni (Fiat 124 Sport Spider • MGB GT • Peugeot 304) • Znaleźć najmodniejszy SUV za mniej niż 250 funtów (Jeep Cherokee XJ • Mitsubishi Pajero Pinin • Vauxhall Frontera) | brak                       | 28 czerwca 2015  | 28 czerwca 2015 |

### Odcinki specjalne 2015
Po zakończeniu emisji Top Gear wyemitowano odcinek specjalny Top Gear: od A do Z zawierający najlepsze sceny z wszystkich 22 sezonów.
| # | #     | Testy | Wyzwanie                      | Gość | Daty premier    | Daty premier |
| # | #     | Testy | Wyzwanie                      | Gość | Wielka Brytania | Polska       |
| - | ----- | ----- | ----------------------------- | ---- | --------------- | ------------ |
| – | (178) | brak  | Top Gear: od A do Z - część 1 | brak | 26 grudnia 2015 | b/d          |
| – | (179) | brak  | Top Gear: od A do Z - część 2 | brak | 30 grudnia 2015 | b/d          |

### Sezon 23
Po zakończeniu współpracy z Jeremym Clarksonem, Richardem Hammondem i Jamesem Mayem, BBC zaczęło tworzyć całkowicie nowy program. Prezenterami zostali Chris Evans, Matt LeBlanc, Sabine Schmitz, Chris Harris, Rory Reid i Eddie Jordan. 23 sezon miał premierę 29 maja w BBC Brit i ma 6 odcinków.
| # | #     | Testy                               | Wyzwanie                                                                                               | Gość                               | Daty premier    | Daty premier    |
| # | #     | Testy                               | Wyzwanie                                                                                               | Gość                               | Wielka Brytania | Polska          |
| - | ----- | ----------------------------------- | --- | ---------------------------------- | --------------- | --------------- |
| 1 | (180) | Ariel Nomad                         | Chevrolet Corvette Z06 vs Dodge Viper ACR Wyścig UK vs USA z Londynu do Blackpool Reliantami bez dachu | Jesse Eisenberg • Gordon Ramsay    | 29 maja 2016    | 29 maja 2016    |
| 2 | (181) | McLaren 675LT                       | Sprawdzić praktyczność sportowych SUV (Jaguar F-Pace • Porsche Macan • Mercedes-Benz GLC)              | Damian Lewis                       | 5 czerwca 2016  | 5 czerwca 2016  |
| 3 | (182) | Audi R8                             | Audi R8 • Ferrari F12 • nowy Ford Focus RS • zwiedzanie Londynu w Mustangu                             | Kevin Hart • Anthony Joshua        | 12 czerwca 2016 | 12 czerwca 2016 |
| 4 | (183) | Aston Martin Vulcan • Tesla Model X | Aston Martin Vulcan • pociąg vs samochód w podróży z Londynu do Wenecji • Tesla Model X                | Brian Cox • Bear Grylls            | 19 czerwca 2016 | 19 czerwca 2016 |
| 5 | (184) | Zenos e10                           | Zenos e10 • nowy Royce Rolls Dawn • nowe BMW M2 • Jaguar F-type SVR cabrio                             | Paul Hollywood • Jennifer Saunders | 26 czerwca 2016 | 26 czerwca 2016 |
| 6 | (185) | Honda NSX                           | Test nowej Hondy NSX • Ford Mustang z kierownicą po lewej stronie • zawody prezenterów w skokach       | Greg Davies • Patrick Dempsey      | 3 lipca 2016    | 3 lipca 2016    |